# Rachel House
Rachel Jessica Te Ao Maarama House (Auckland, 20 de octubre de 1971) es una actriz, directora de escena y actriz de voz neozelandesa, descendiente de la etnia maorí. Inició su carrera en el teatro a mediados de la década de 1990 y dio al paso al cine a comienzos de la década de 2000. Ha dirigido además diversas obras de teatro en su país natal y en Australia. En 2017 fue condecorada con la Orden del Mérito de Nueva Zelanda por su labor en el mundo de las artes.

## Filmografía

### Cine
| Año  | Título                              | Papel                  | Notas         |
| ---- | ----------------------------------- | ---------------------- | ------------- |
| 2002 | Whale Rider                         | Shilo                  |               |
| 2004 | Fracture                            | Taxista                |               |
| 2006 | Perfect Creature                    | Forense                |               |
| 2007 | Eagle vs Shark                      | Nancy                  |               |
| 2010 | Boy                                 | Gracey                 |               |
| 2013 | White Lies                          | Maraea                 |               |
| 2014 | Everything We Loved                 | Reportera              |               |
| 2014 | The Dark Horse                      |                        |               |
| 2016 | Hunt for the Wilderpeople           | Paula                  |               |
| 2016 | The Rehearsal                       | Rewia                  |               |
| 2016 | Moana                               | Tala                   |               |
| 2017 | Thor: Ragnarok                      | Topaz                  |               |
| 2019 | Jojo Rabbit                         | Soldado estadounidense |               |
| 2020 | Penguin Bloom                       | Gaye                   |               |
| 2020 | Soul                                | Terry                  |               |
| 2020 | Ellie & Abbie (& Ellie's Dead Aunt) | Patty                  |               |
| 2023 | The Portable Door                   | Nienke Van Spee        |               |
| 2023 | Next Goal Wins                      |                        | Posproducción |

### Televisión
| Año       | Título                        | Papel          | Notas     |
| --------- | ----------------------------- | -------------- | --------- |
| 1996      | Queenie and Pete              | Queenie        |           |
| 1998      | Tiger Country                 | Faenza         | Telefilme |
| 1999–2000 | The Life and Times of Te Tutu | Hine           |           |
| 2002      | Duggan                        | Warder         | Telefilme |
| 2002      | Mataku                        | Rachel         |           |
| 2002      | Revelations                   | Ocelot         |           |
| 2005      | Ask Your Auntie               | Panelista      |           |
| 2006      | Maddigan's Quest              | Goneril        |           |
| 2011      | Super City                    | Roimata        |           |
| 2013      | The Blue Rose                 | Tina           |           |
| 2014      | Hope and Wire                 | Joycie Waru    |           |
| 2014      | Soul Mates                    | Mum            |           |
| 2015      | Find Me a Māori Bride         | Kuini          |           |
| 2016      | Wolf Creek                    | Ruth           |           |
| 2018      | The New Legends of Monkey     | Monica         |           |
| 2018      | Wrecked                       | Martha         |           |
| 2019      | The Lion Guard                | Mama Binturong |           |
| 2020      | Stateless                     | Harriet        |           |
| 2021      | Cowboy Bebop                  | Mao            |           |
| 2021      | Creamerie                     | Doc Harvey     |           |
| 2022      | Amphibia                      | Parisia Olm    |           |